# حكومة عبد الغني الثالثة
حكومة عبد الغني الثالثة هي ثالث حكومة في عهد الرئيس الشاذلي بن جديد، واستمرت من 12 يناير 1982 إلى 22 يناير 1984. أهم ما برز في هذا التعديل الوزاري هو انتقال كل من بوعلام بن حمودة ومحمد الحاج يعلى إلى وزارتي المالية والداخلية وشغل قاصدي مرباح لمنصب وزير الصناعات الثقيلة. كما تميزت الحكومة بظهور أول وزيرة هي زهور ونيسي على رأس وزارة الشؤون الاجتماعية.

## أعضاء الحكومة
- الوزير الأول : محمد بن أحمد عبد الغني
- رئيس الجمهورية وزير الدفاع : الشاذلي بن جديد
  - نائب وزير الدفاع الوطني مكلف بالمفتشية العامة للجيش : العقيد عبد الله بلهوشات

- وزير لدى رئيس الجمهورية: أحمد طالب الإبراهيمي

- وزير الداخلية : محمد الحاج يعلى
- وزير المالية : بوعلام بن حمودة
- وزير الخارجية : محمد الصديق بن يحيى
- وزير الصناعات الخفيفة : سعيد آيت مسعودان
- وزير الشباب والرياضة : عبد النور بقة
- وزير السياحة : عبد المجيد علاهم
- وزير الزراعة والثورة الزراعية : سليم سعدي
- وزير الصحة : عبد الرزاق بوحارة
- وزير النقل والصيد : صالح قوجيل
- وزير العدل : بوعلام باقي
- وزير العمل : مولود أومزيان
- وزير الإسكان والتنمية العمرانية : غزالي أحمد علي
- وزير التربية والتعليم الأساسي : محمد الشريف خروبي
- وزير التعليم العالي والبحث العلمي : عبد الحق رفيق برارحي
- وزير الطاقة والصناعات البتروكيماوية : بلقاسم نابي
- وزير الري : إبراهيم الإبراهيمي
- وزير التخطيط والتنمية الإقليمية : عبد الحميد براهيمي
- وزير المجاهدين : جلول بختي نميش
- وزير الإعلام : بوعلام بسايح
- وزير الصناعة الثقيلة: قاصدي مرباح
- وزير التجارة : عبد العزيز خلاف
- وزير البريد والاتصالات السلكية واللاسلكية : بشير رويس
- وزير الشبيبة والرياضة : عبد النور بقة
- وزير الأشغال العمومية : محمد قرطبي
- وزير الشؤون الدينية : عبد الرحمن شيبان
- وزير التكوين المهني : محمد نابي
- وزير الثقافة : عبد المجيد مزيان

- كاتب الدولة للغابات وتثمين الأراضي: محمد رويغي
- كاتب الدولة للصيد البحري: أحمد بن فريحة
- كاتب الدولة لشؤون التعليم الثانوي والتقني : محمد العربي ولد خليفة
- كاتب الدولة للوظيفة العمومية والإصلاح الإداري : جلول الخطيب
- كاتب الدولة لشؤون التجارة الخارجية : علي أوبزار
- كاتب الدولة لشؤون الاجتماعية : زهور ونيسي